# Philogenia margarita
Philogenia margarita – gatunek ważki z rodziny Philogeniidae. Występuje w brazylijskiej Amazonii – stwierdzony jedynie w okolicach miasta Tefé (stan Amazonas).